# Haighton
Haighton is een civil parish in het bestuurlijke gebied Preston, in het Engelse graafschap Lancashire met 202 inwoners.